# Trioraș
Triorașul (poloneză Trójmiasto) este o arie urbană, alcătuită din trei orașe poloneze: Gdańsk, Gdynia și Sopot și împrejurimile lor. Fiecare din cele trei orașe se învecinează cu celelalte două și are acces la Marea Baltică. Triorașul este un centru administrativ al voievodatului Pomerania. Are o populație de peste un milion de locuitori, fiind cea de-a treia zonă urbană a statului după mărime. Teritoriul Triorașului este împărțit în trei municipii și patru județe. În prezent, nu există nici un plan de a le uni într-o singură unitate administrativ-teriorială.